# Экология Ишимбая
Экологическая ситуация в Ишимбае  — состояние и характеристики экосистемы города Ишимбая.

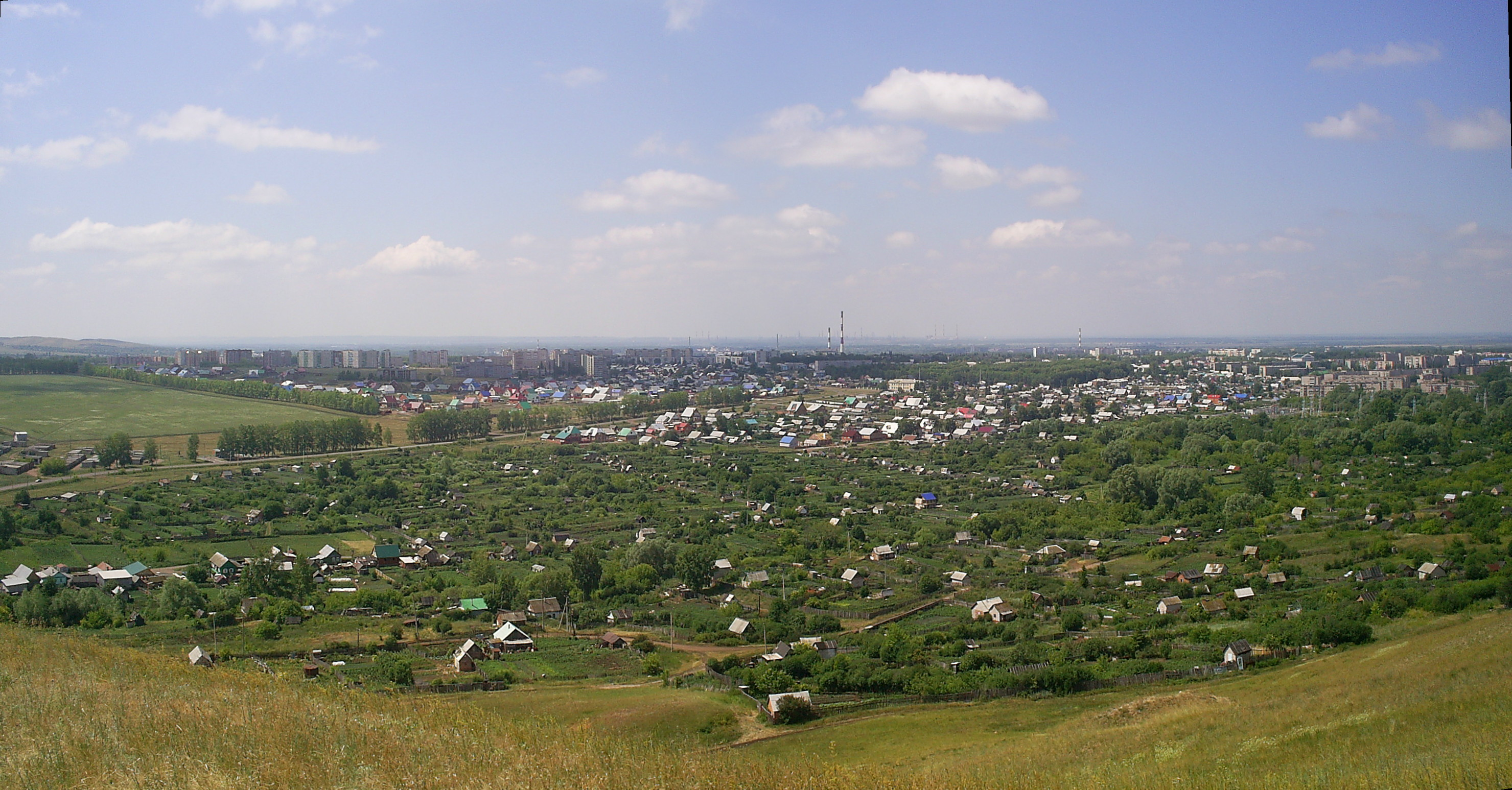
Панорама города Ишимбая с горы Алебастровой

Экология Ишимбая формируется природно-климатическими условиями и нахождением города в промышленной субзоне Южно-Башкортостанской агломерации-конурбации, характеризующаяся значительной долей предприятий нефте- и газопереработки, химических производств, нефтедобычи, нефте- и газопроводной системы.
Для города Ишимбая характерна проблема загрязнения воздушного и водного бассейнов. На протяжении ряда лет имеет место проблема загрязнения подземных вод и почв левобережья реки Белой нефтью и нефтепродуктами за счёт техногенных потерь при добыче и переработке нефти за предыдущие годы хозяйствования. В левобережной промышленной зоне находится озеро Каракуль («Чёрное озеро»), названное так по большому содержанию в нём нефтяных отходов от Ишимбайского нефтеперерабатывающего завода. Основными загрязнителями воздушного бассейна города являются: диоксид азота, сероводород, пыль, оксид азота, оксид углерода, аммиак, диоксид серы. Соотношение выбросов от стационарных источников к передвижным составляет 1:9. От общей массы загрязняющих веществ, выбрасываемых в атмосферу, основная часть приходится на оксид углерода, доля которого составляет 70 %. Продукты сгорания топлива составляют до 95 % от общего объёма выбросов вредных веществ в атмосферу.
Площадка расположения Ишимбая характеризуется неблагоприятными метеорологическими условиями (4 климатическая зона, 50 % дней в году — штилевые явления, 75 % дней в году — температурные инверсии приземного слоя атмосферы), что способствует накоплению выбросов загрязняющих веществ в воздушном бассейне города. При определенных метеорологических условиях на атмосферу города Ишимбая оказывают воздействия и техногенные выбросы промышленных комплексов городов Салавата и Стерлитамака. В этих условиях большое значение приобретают организационные мероприятия по регулированию выбросов загрязняющих веществ в воздушный бассейн в периоды неблагоприятных метеоусловий, координация усилий инспектирующих органов, предприятий и организаций.
В 2009 году в Ишимбае увеличился удельный вес исследованных проб атмосферного воздуха с повышенным содержанием загрязняющих веществ в 1,1—2,0 раза. Основным источником загрязнения является ОАО «Газпром нефтехим Салават». В 2010 году Башкирской природоохранной межрайонной прокуратурой проведена проверка предприятий, расположенных на территории бывшего Ишимбайского НПЗ, в ходе которой были выявлены нарушения природоохранного законодательства.
Согласно данным территориального отдела Управления Федеральной службы по надзору в сфере защиты прав потребителей и благополучия человека по Республике Башкортостан в городах Ишимбае, Салавате и Ишимбайском районе, по результатам наблюдений за период 2007—2009 годы, состояние реки Белой остаётся стабильным. Показатели по нефтепродуктам, фенолам, СПАВ, хрому 6-валентному остаются неизменными и достигают 1,2 ПДК для водоёмов рыбохозяйственного назначения.
Сбор бытовых отходов от населения в городе Ишимбае осуществляется по контейнерной системе. По данным Управления Роспотребнадзора всего оборудовано 147 контейнерных площадок и установлено 490 контейнеров промышленного производства. Большая часть контейнерных площадок ограждена, имеет водонепроницаемые площадки. Вывоз бытовых отходов осуществляется автотранспортом коммунальных служб.
Полигон твёрдых бытовых отходов города Ишимбая не соответствует санитарным нормам, не проведено полное ограждение территории, не оборудовано полное освещение по периметру, коэффициент заполнения полигона более 100 %, его регулярно поджигают. В соответствии с комплексной программой социально-экономического развития муниципального района Ишимбайский район на 2011—2015 годы, строительство городского полигона ТБО должно было быть завершено в 2011 году.
В 2010 году принята целевая программа «Экология и природные ресурсы муниципального района Ишимбайский район Республики Башкортостан на 2011—2015 гг.». Планируется осуществить ввод в эксплуатацию новых полигонов отходов, сооружений очистки воды; рекультивацию нарушенных земель; организацию новых источников водообеспечения населения, благоустройство существующих родников; благоустройство водоохранных зон, прибрежных защитных полос водных объектов, зон рекреации населения; внедрение технологий вторичной переработки отходов производства и потребления; снижение антропогенной нагрузки на окружающую среду (снижение выбросов, сбросов, образования отходов); развитие деловой, творческой, общественной инициативы через внедрение в практику проведения ежегодной системы конкурсов городских программ и проектов по экологической тематике.